# Bunder (Jatiluhur)
Bunder is een bestuurslaag in het regentschap Purwakarta van de provincie West-Java, Indonesië. Bunder telt 10.658 inwoners (volkstelling 2010).